# 伊王野村
伊王野村（いおうのむら）は、栃木県の北東部、那須郡に属していた村である。

## 地理
- 河川：那珂川、三蔵川

## 歴史
- 1889年（明治22年）4月1日 - 町村制施行により、伊王野村、稲沢村、簗瀬村、沼野井村、睦家村、東岩崎村、大和須村、蓑沢村、梓村、大畑村が合併し那須郡伊王野村が成立する。
- 1954年（昭和29年）11月3日 - 芦野町、那須村と合併し那須町を新設する。